# Freda Yifan Jing
Freda Yifan Jing ist eine US-amerikanische Schauspielerin.

## Leben
Jing ist im US-Bundesstaat Kalifornien wohnhaft. Sie spielte 2021 im Tierhorrorfilm Megalodon Rising – Dieses Mal kommt er nicht allein vom Filmstudio The Asylum die Rolle der Dr. Lee, einer chinesischen Wissenschaftlerin, die aufgrund eines Megalodon-Angriffs schiffbrüchig wird und von einem US-amerikanischen Kriegsschiff gerettet wird. Im selben Jahr war sie in der Rolle der Olivia im Kurzfilm Borrowed Light sowie in Nebenrollen in den beiden Musikkurzfilmen Tabiyus & Jet: Dance for Me und Alpine Universe: The Hunter zu sehen.

## Filmografie (Auswahl)
- 2021: Megalodon Rising – Dieses Mal kommt er nicht allein (Megalodon Rising)
- 2021: Borrowed Light (Kurzfilm)
- 2021: Tabiyus & Jet: Dance for Me (Kurzfilm)
- 2021: Alpine Universe: The Hunter (Kurzfilm)